# Свято-Георгіївський храм (Хмельницький)
Свято-Георгіївський храм — чинна церква, архітектурна пам'ятка міста Хмельницького, згідно з наказом № 242 від 15.09.2010 року, який було затверджено управлінням культури, туризму і курортів Хмельницької ОДА. Розташовується по вулиці імені Івана Франка. 10 квітня 2023 року повідомлено про перехід до ПЦУ.

## Історія
Церква веде свою історію від полкової церкви Святих апостолів Петра та Павла, яка була заснована у 1775 році. Похідна полкова церква завжди супроводжувала 46-й Дніпровський піхотний полк, навіть коли відбувалась у 1812 році війна з Наполеоном, чи у період з 1828 по 1829 рік, з 1877 по 1878 роки, коли проходили російсько-турецькі війни. Для полкової церкви під час таких періодів, відводились звичайне казармене приміщення, котре було максимально пристосованим для церковних вимог. Коли відбувались тривалі походи, то похідна полкова церква розміщувалась у наметах. Ситуація змінилась у 1893 році. В цей час відбулось розміщення сорок шостого Дніпровського піхотного полку у казармах, які спеціально для цих цілей і були нещодавно побудовані. Зважаючи на цю обставину, з'явилась ідея спеціально для полкової церкви побудувати приміщення. Підпоручиком Дніпровського полку з 1890 року по 1894 рік був письменник Олександр Купрін, цей період в житті письменника і його перебування у Проскурові знайшли своє відображення в його творчості. Для побудови храму був організований збір пожертв. Участь у цьому брали усі чини полку. Приймались пожертви на побудову храму і від жителів Проскурова (Хмельницького). Зусилля у реалізації цього проекту доклав начальник штабу 12-ї піхотної дивізії Юргенса. Брав участь командир Дніпровського полку Бойковський. Роль в цій історії відіграв також полковий священик Образцов. Побудова основного приміщення храму коштувала 18 тисяч рублів, з яких церковні кошти були незначним відсотком і становили 1307 рублів 89 копійок. Усю іншу частину коштів — більше 16 тисяч, було зібрано шляхом благодійних пожертв.

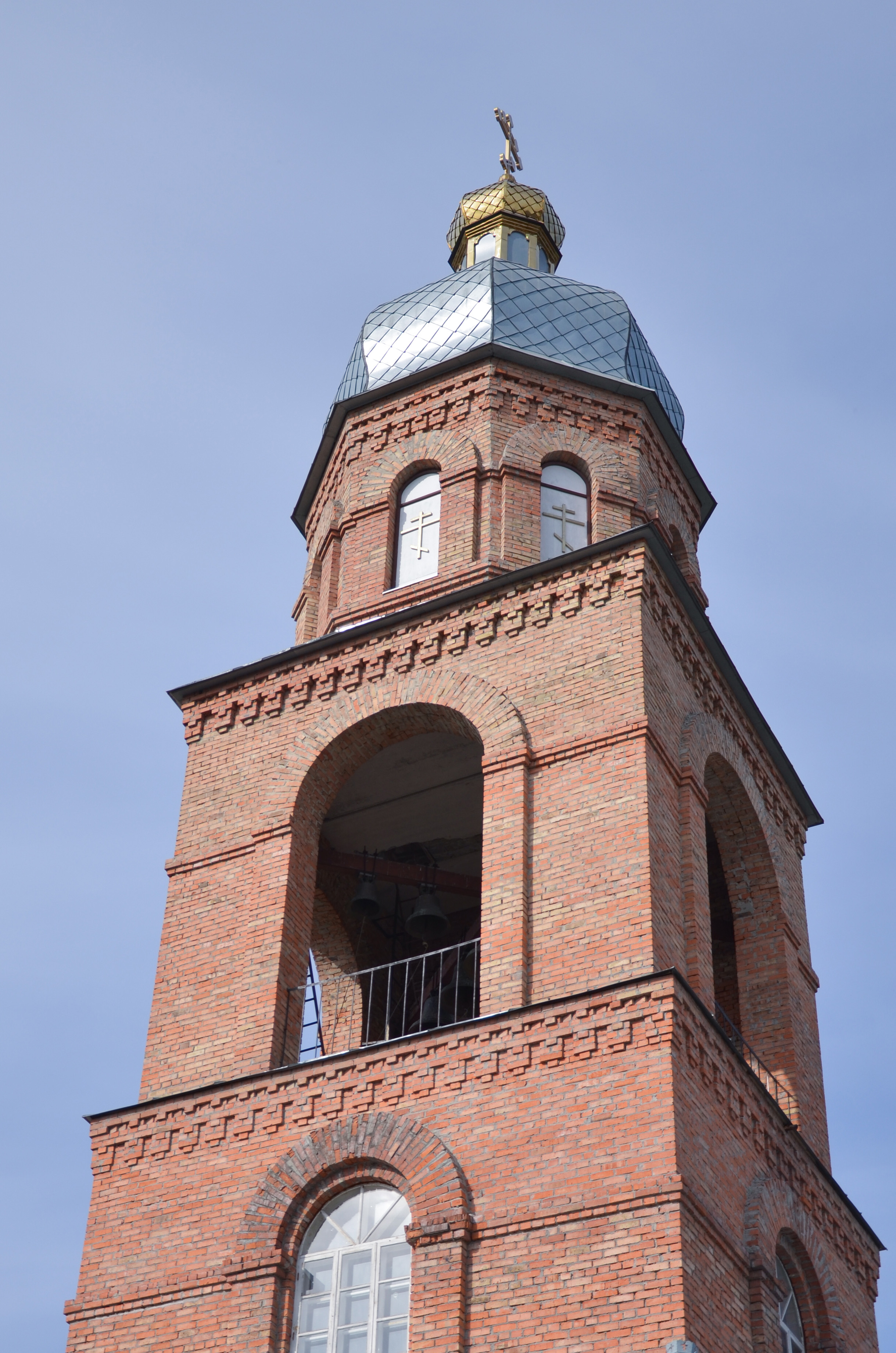
Дзвіниця Свято-Георгієвського храму у 21 столітті

Будівництво Свято-Георгієвської церкви тривало довгий період часу і його умовно можна розділити на два етапи. З самого початку відбулась побудова приміщення храму. Вона тривала до 1898 року. Дзвіниця була добудована у 1906 році
.
Храм вміщував на своїй території близько шести сотень осіб. Відвідувати храм мали змогу звичайні жителі Проскурова, котрі не мали ніякого відношення до полку.
На початку 1920-х років будівля храму відійшла до Червонокозачої дивізії. Приблизно з цього часу храм перестав доглядатись належним чином. Була розібрана дзвіниця та приміщення храму стало служити складом, на якому зберігалось військове майно. У 1945 році храм перейшов у розпорядження 31-ї танкової дивізії. Через 12 років, у 1957 році, ним завідувала сімнадцята мотострілецька дивізія. Церковна будівля поступово занепадала. Її відродження розпочалось у 1996 році, коли був покладений початок реставрації майже зруйнованого храму

## Архітектура
Свято-Георгіївський храм відноситься до споруд, які були побудовані у візантійському стилі за типовим проектом. Зведений із цегли. Храм — одноповерховий, у 1906 році відбулась добудова триярусної дзвіниці. Серед архітектурних особливостей храму можна відмітити розпис внутрішніх приміщень. У храмі був одноярусний іконостас. Внутрішній розпис храму — справа рук солдатів, які мали художні здібності. Храм мав декілька цінних реліквій. Серед них виділяли Євангеліє, видане у 1775 році та антиминс, котрий був освячений Київським митрополитом Гавриїлом ще у 1776 році.